# Потоцький Роман-Антоній
Пото́цький Рома́н-Анто́ній (пол. Roman Antoni Potocki; 3 червня 1893 Варшава – † 5 вересня 1971 Краків) — граф, польського, українського походження, гербу Пилява. Військовий діяч, землевласник, промисловець, фахівець у галузі цукроваріння, мемуарист.

## Біографія

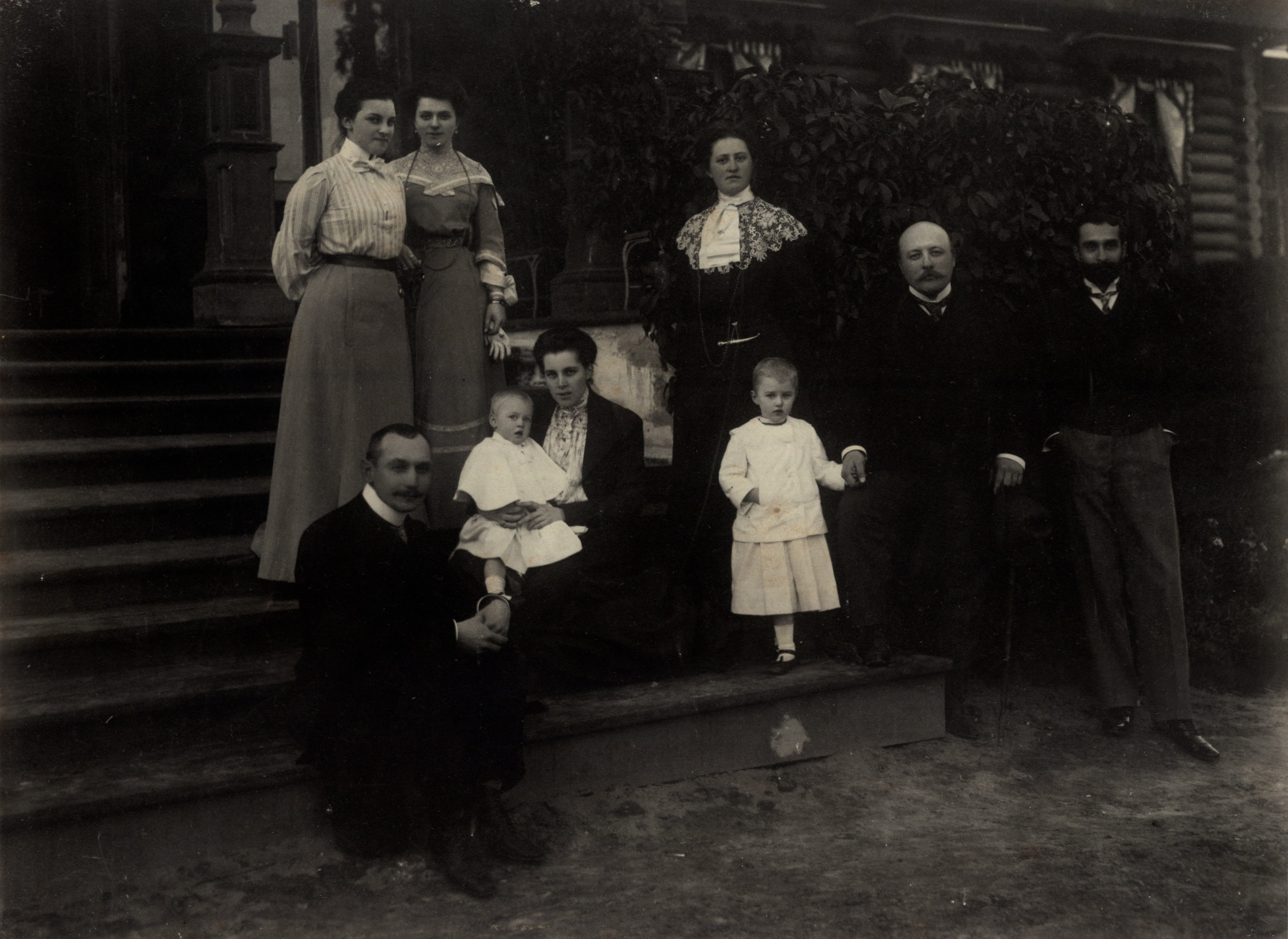
Родина Юзефа-Миколая Потоцького. 1897.

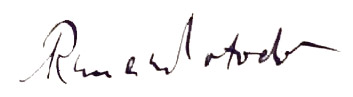
Автограф Романа Потоцького з його закордонного паспорта. 1920

Найстарший син графа Юзефа-Миколая Потоцького. Матір княгиня Гелена-Августа Радивил (донька Антонія-Вільгельма Радивила, 14-го ордината Несвізького). Молоді роки проводив у родовому маєтку в селі Антоніни, що на Хмельниччині. Навчався у Лондоні в гімназії Downside. Учасник боротьби за незалежність Польщі у 1918-1920 роках. У 1919 році в лавах Війська Польського брав участь у боях на вулицях Львова проти Української Галицької Армії. Учасник Польсько-совєцької війни (1919-1920) та прихильник ідеї Юзефа Пілсудського, яка полягала у створенні федерації Польської Республіки та Української Народної Республіки.  У 25 років став ротмістром. Служив у 17-му Полку Уланів Великопольських. У міжвоєнний період промисловець, як і батько зіграв значну роль у розвитку цукроваріння на Волині. Після 1920-го року втратив 3 цукрові заводи які залишились на території України, що відійшла більшовикам за Ризьким мирним договором. Відомо, що у 1924 та 1935 роках був одним з власників Бабинського цукрозаводу. Повністю володів Корецьким цукрозаводом. Зокрема обидва за його участі модернізовані та значно посилені у виробничих потужностях. Мав основний маєток на Волині у Деражному та маєток у сусідньому з Корцем селі Сторожів. У Корці розміщувалась приватна фірма "Potocki". 
З 1929 року у шлюбі з князівною Ганною-Марією Святополк-Четвертинською, донькою князя Северина Святополка-Четвертинського та графині Софії Пшездецької. Весілля відбулося у Варшаві. Відомі діти Романа Потоцького та Ганни-Марії (Ганка) Святополк-Четвертинської: Марія-Гелена, Роман, Ельжбета-Марія, Гелена-Альберта, Марек. 
З початком Другої світової війни, разом із відступаючим військом польськими емігрував до Румунії. Після вторгнення в Польщу Червоної Армії 17 вересня 1939 року матір, дружина та діти три місяці перебували у Деражному, згодом виїхали до Польщі. Всі маєтки Потоцьких на Волині та Галичині були націоналізовані совєцькою окупаційною владою. Певний час проживав у Франції, в замку Монтрезор. Згодом переїхав до Польщі. Автор мемуарів, які написав у замку Монтрезор та місті Кракові (1968 - 1969). Видані у 2018 році за сприяння сина Марка Потоцького та онуків.